# Adolf Piskáček
Adolf Piskáček, pseudonym Jan Hořec (8. listopadu 1873 Praha – 7. června 1919 tamtéž) byl český hudební skladatel, sbormistr, hudební pedagog a spisovatel.

## Život
Otec byl varhaníkem a jeho bratr Rudolf Piskáček se stal známým operetním skladatelem. Základní hudební vzdělání získal v rodině a poté studoval na Pražské konzervatoři hru na varhany a skladbu. Absolvoval v roce 1888. Byl dirigentem Akademického orchestru a sbormistrem pěveckého sdružení Lyra. Vyučoval hudbu na středních školách a po Karlu Kovařovicovi se stal ředitelem Pivodova hudebního ústavu. V letech 1903–1911 byl sbormistrem pražského Hlaholu. Pod jeho vedením Hlahol uváděl největší díla světového oratorního repertoáru.
Hudebními referáty přispíval do denních listů i odborných časopisů. Vydal polobeletristické kapitoly o české hudbě Světla na horách a román Smířené bolesti. Pro své literární práce používal pseudonym Jan Hořec.
Napsal též rozbor Smetanovy Mé vlasti, vydaný roku 1934 v Urbánkově nakladatelství.
V závěru života se od něho pražská vlastenecká společnost distancovala, když se zúčastnil soutěže, kterou vypsala Česká akademie věd a umění na prorakouskou vlasteneckou píseň.

## Dílo

### Opery
- Divá Bára (podle Boženy Němcové, 1899)
- Ughlu (1903)
- Král a sedlák (podle Lope de Vegy)
- Oběť

### Balet
- Čarovný květ

### Kantáty
- Král Svedger
- Krásná Marja
- Sv. Vojtěch (slova Jaroslav Vrchlický)

### Orchestrální skladby
- Oldřich a Božena (symfonická báseň)
- Švanda dudák (symfonická báseň)

### Komorní hudba
- Smyčcový kvartet C-dur
- Smyčcový kvartet b-moll
- Klavírní kvintet A-dur

Složil řadu písní, úprav lidových písní a sborů. Harmonizoval například moravské lidové písně ze sbírky Leoše Janáčka. Jeho sbory, zejména na texty Petra Bezruče bývaly často na repertoáru amatérských sborových těles. Komponoval rovněž duchovní hudbu a klavírní skladby. Vypracoval také řadu klavírních výtahů a úprav.